# Tribaldos
Tribaldos ist eine Gemeinde (Municipio) und ein Dorf mit 98 Einwohnern (Stand: 2024) in der Provinz Cuenca in der Autonomen Region Kastilien-La Mancha. 

## Lage
Tribaldos liegt etwa 48 Kilometer westlich von Cuenca in einer Höhe von ca. 830 m. 

## Bevölkerungsentwicklung
| 1970 | 1981 | 1991 | 2001 | 2011 | 2021 |
| ---- | ---- | ---- | ---- | ---- | ---- |
| 363  | 231  | 159  | 131  | 121  | 97   |

## Sehenswürdigkeiten
- Dominikuskirche (Iglesia de Santo Domingo de Silas)
- Annenkapelle
- Blasiuskapelle

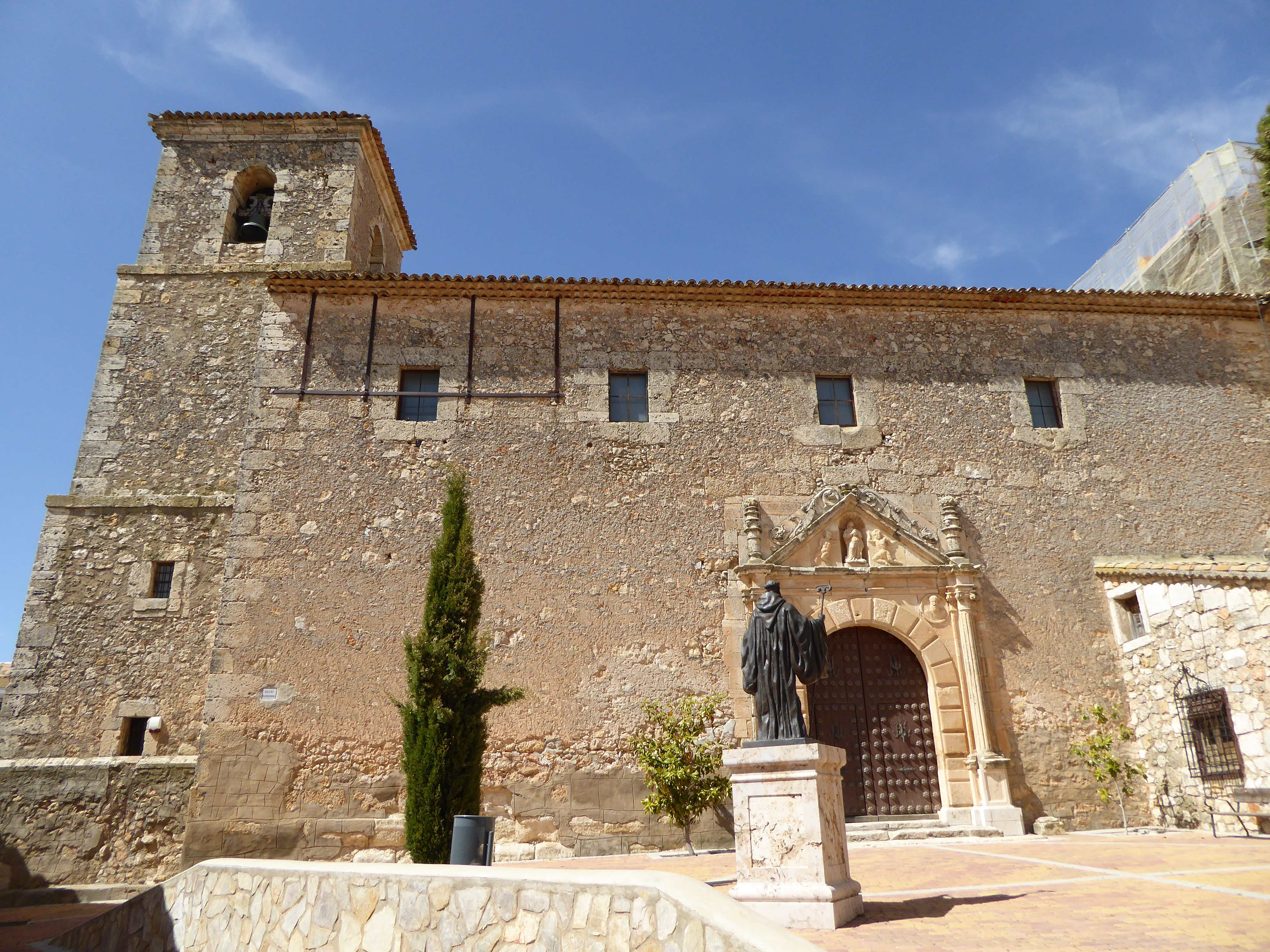
Dominikuskirche
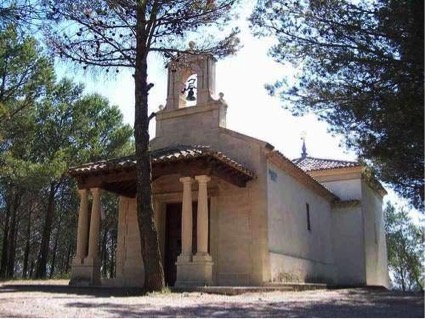
Annenkapelle
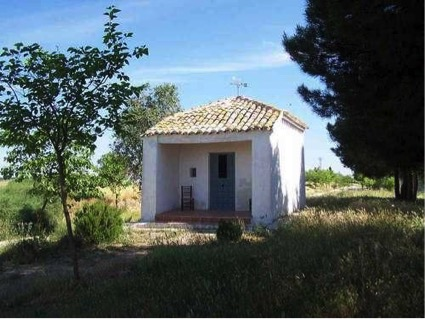
Blasiuskapelle
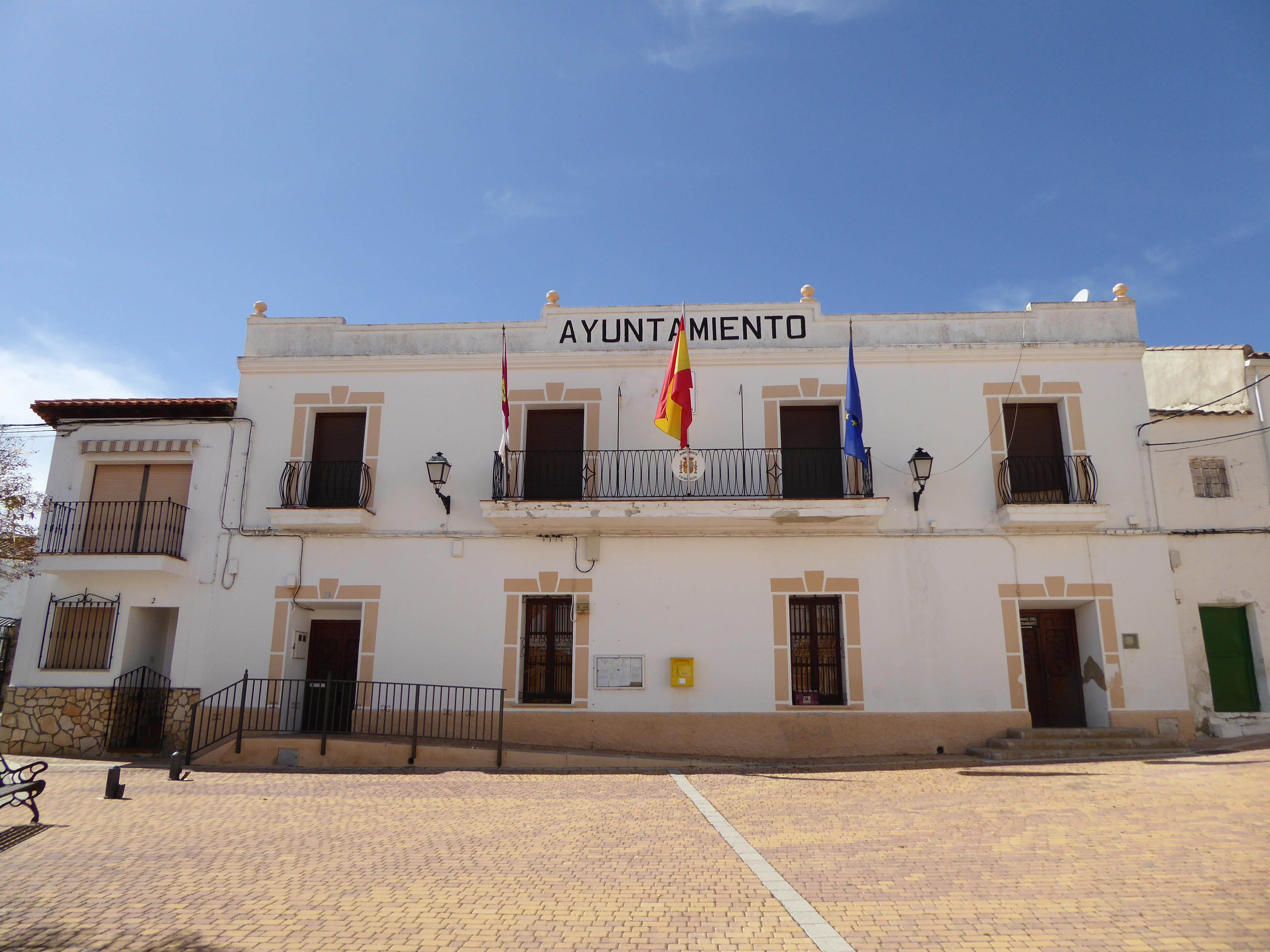
Rathaus